# Перепис населення США (1910)
Перепис населення США 1910 року, тринадцятий за порядком, проведений Бюро перепису населення 15 квітня 1910 року, визначив, що чисельність населення Сполучених Штатів становить 92 228 496 осіб, що на 21,0 % більше, ніж 76 212 168 осіб, перерахованих під час попереднього перепису 1900 року. Перепис 1910 перейшов від орієнтації на портретну сторінку до альбомної орієнтації бланків.

## Питання перепису
Перепис 1910 року містив наступні питання:
- address
- name
- relationship to head of family
- sex
- race
- age
- marital status and, if married, number of years of present marriage
- for women, number of children born and number now living
- place of birth and mother tongue of person, and their parents
- if foreign born, year of immigration; whether naturalized; whether able to speak English and, if unable, language spoken
- occupation, industry and class of worker
- if an employee, whether out of work during year
- literacy
- school attendance
- whether home owned or rented, and, if owned, whether mortgaged
- whether farm or house
- whether a survivor of Union or Confederate Army or Navy
- whether blind, deaf or dumb

Повна документація для перепису 1910 року, включаючи форми перепису та інструкції з переліку, доступна в Інтегрованій серії мікроданих громадського користування.

## Назви стовпців
Назви колонок у формі перепису такі: РОЗТАШУВАННЯ. Вулиця, проспект, дорога тощо </br> Номер будинку (у містах або селищах). </br> 1. Кількість житлового будинку в порядку візиту. </br> 2. Кількість сім'ї в порядку візиту.
3. ІМ'Я кожної особи, місце проживання якого 15 квітня 1910 р. Було в цій сім'ї.
Спочатку введіть прізвище, потім ім'я та середнє початкове, якщо є.
Включіть кожну людину, яка живе 15 квітня 1910 року. Пропускають дітей, народжених з 15 квітня 1910 року.
 Відношення.
4. Відносини цієї особи з головою сім'ї.
 ОСОБИСТИЙ ОПИС.
5. Стать.
6. Колір шкіри або раса.
7. Вік на останній день народження.
8. Незалежно від того, чи одружені, одружені, овдовілі або розлучені.
9. Кількість років справжнього шлюбу.
10. Мати скільки дітей: Число народжених.
11. Мати скільки дітей: Число зараз живе.
NATIVITY.
Перераховано місце народження кожної особи та батьків кожної особи. Якщо народився в США, дайте державі або території. Якщо народження іноземця, дайте країні.
12. Місце народження цієї особи.
13. Місце народження Отця цієї людини.
14. Місце народження Матері цієї людини.
 ГРОМАДЯНСТВО.
15. Рік імміграції до США.
16. Будь то натуралізований або чужий.
 17. Чи вміє володіти англійською мовою; або, якщо ні, дайте мову.
 18. Торгівля або професія, або певний вид роботи, що виконується цією особою, як лічильник, продавець, робітник і т. д.
19. Загальний характер промисловості, бізнесу або установи, в якій ця особа працює, як бавовняна фабрика, магазин сухих товарів, ферма тощо.
20. Будь то роботодавець, працівник чи робота за власний рахунок.
 Якщо працівник — 21. Чи вийшли з роботи 15 квітня 1910 року.
22. Кількість тижнів без роботи протягом 1909 року.
ОСВІТА.
23. Чи вмієте читати.
24. Чи вмієте писати.
25. Відвідував школу в будь-який час з 1 вересня 1909 року.
 Власність будинку.
26. Власні або орендовані.
27. Володіли безкоштовно або закладали.
28. Ферма або будинок.
29. Кількість сільськогосподарських графіків.
 30. Чи є живим учасником армії Союз або армія конфедератів або флот.
31. Будь то сліпий (обидва ока).
32. Чи то глухими, то німими.

## Кількість населення штатів
| #  | Штат                 | Населення |
| -- | -------------------- | --------- |
| 1  | New York             | 9,113,614 |
| 2  | Pennsylvania         | 7,665,111 |
| 3  | Illinois             | 5,638,591 |
| 4  | Ohio                 | 4,767,121 |
| 5  | Texas                | 3,896,542 |
| 6  | Massachusetts        | 3,366,416 |
| 7  | Missouri             | 3,293,335 |
| 8  | Michigan             | 2,810,173 |
| 9  | Indiana              | 2,700,876 |
| 10 | Georgia              | 2,609,121 |
| 11 | New Jersey           | 2,537,167 |
| 12 | California           | 2,377,549 |
| 13 | Wisconsin            | 2,333,860 |
| 14 | Kentucky             | 2,289,905 |
| 15 | Iowa                 | 2,224,771 |
| 16 | North Carolina       | 2,206,287 |
| 17 | Tennessee            | 2,184,789 |
| 18 | Alabama              | 2,138,093 |
| 19 | Minnesota            | 2,075,708 |
| 20 | Virginia             | 2,061,612 |
| 21 | Mississippi          | 1,797,114 |
| 22 | Kansas               | 1,690,949 |
| 23 | Oklahoma             | 1,657,155 |
| 24 | Louisiana            | 1,656,388 |
| 25 | Arkansas             | 1,574,449 |
| 26 | South Carolina       | 1,515,400 |
| 27 | Maryland             | 1,295,346 |
| 28 | West Virginia        | 1,221,119 |
| 29 | Nebraska             | 1,192,214 |
| 30 | Washington           | 1,141,990 |
| 31 | Connecticut          | 1,114,756 |
| 32 | Colorado             | 799,024   |
| 33 | Florida              | 752,619   |
| 34 | Maine                | 742,371   |
| 35 | Oregon               | 672,765   |
| 36 | South Dakota         | 583,888   |
| 37 | North Dakota         | 577,056   |
| 38 | Rhode Island         | 542,610   |
| 39 | New Hampshire        | 430,572   |
| 40 | Montana              | 376,053   |
| 41 | Utah                 | 373,351   |
| 42 | Vermont              | 355,956   |
| x  | District of Columbia | 331,069   |
| 43 | Idaho                | 325,594   |
| 44 | Delaware             | 202,322   |
| 45 | Wyoming              | 145,965   |
| 46 | Nevada               | 81,875    |

Спеціальні позначення
Пізніше, у 1912 і 1959 рр. штати Нью-Мексико, Аризона, Аляска і Гаваї стануть відповідно 47-м, 48-м, 49-м і 50-м штатами США. Кількість населення 1910 р. кожного з цих штатів становила 327 301, 204 354, 64 356 і 191 909 відповідно. Виходячи з цього, вищезгаданий рейтинговий список буде змінено наступним чином: Перші 42 рейтингові держави — позиції без змін, потім (43) Нью-Мексико, (44) Айдахо, (45) Аризона, (46) Делавер, (47) Гаваї, (48) Вайомінг, (49) Невада і (50) Аляска.

## Кількість населення міст
| #   | Місто          | Штат                 | Населення | Регіон (2016) |
| --- | -------------- | -------------------- | --------- | ------------- |
| 01  | New York       | New York             | 4,766,883 | Northeast     |
| 02  | Chicago        | Illinois             | 2,185,283 | Midwest       |
| 03  | Philadelphia   | Pennsylvania         | 1,549,008 | Northeast     |
| 04  | St. Louis      | Missouri             | 687,029   | Midwest       |
| 05  | Boston         | Massachusetts        | 670,585   | Northeast     |
| 06  | Cleveland      | Ohio                 | 560,663   | Midwest       |
| 07  | Baltimore      | Maryland             | 558,485   | South         |
| 08  | Pittsburgh     | Pennsylvania         | 533,905   | Northeast     |
| 09  | Detroit        | Michigan             | 465,766   | Midwest       |
| 10  | Buffalo        | New York             | 423,715   | Northeast     |
| 11  | San Francisco  | California           | 416,912   | West          |
| 12  | Milwaukee      | Wisconsin            | 373,857   | Midwest       |
| 13  | Cincinnati     | Ohio                 | 363,591   | Midwest       |
| 14  | Newark         | New Jersey           | 347,469   | Northeast     |
| 15  | New Orleans    | Louisiana            | 339,075   | South         |
| 16  | Washington     | District of Columbia | 331,069   | South         |
| 17  | Los Angeles    | California           | 319,198   | West          |
| 18  | Minneapolis    | Minnesota            | 301,408   | Midwest       |
| 19  | Jersey City    | New Jersey           | 267,779   | Northeast     |
| 20  | Kansas City    | Missouri             | 248,381   | Midwest       |
| 21  | Seattle        | Washington           | 237,194   | West          |
| 22  | Indianapolis   | Indiana              | 233,650   | Midwest       |
| 23  | Providence     | Rhode Island         | 224,326   | Northeast     |
| 24  | Louisville     | Kentucky             | 223,928   | South         |
| 25  | Rochester      | New York             | 218,149   | Northeast     |
| 26  | Saint Paul     | Minnesota            | 214,744   | Midwest       |
| 27  | Denver         | Colorado             | 213,381   | West          |
| 28  | Portland       | Oregon               | 207,214   | West          |
| 29  | Columbus       | Ohio                 | 181,511   | Midwest       |
| 30  | Toledo         | Ohio                 | 168,497   | Midwest       |
| 31  | Atlanta        | Georgia              | 154,839   | South         |
| 32  | Oakland        | California           | 150,174   | West          |
| 33  | Worcester      | Massachusetts        | 145,986   | Northeast     |
| 34  | Syracuse       | New York             | 137,249   | Northeast     |
| 35  | New Haven      | Connecticut          | 133,605   | Northeast     |
| 36  | Birmingham     | Alabama              | 132,685   | South         |
| 37  | Memphis        | Tennessee            | 131,105   | South         |
| 38  | Scranton       | Pennsylvania         | 129,867   | Northeast     |
| 39  | Richmond       | Virginia             | 127,628   | South         |
| 40  | Paterson       | New Jersey           | 125,600   | Northeast     |
| 41  | Omaha          | Nebraska             | 124,096   | Midwest       |
| 42  | Fall River     | Massachusetts        | 119,295   | Northeast     |
| 43  | Dayton         | Ohio                 | 116,577   | Midwest       |
| 44  | Grand Rapids   | Michigan             | 112,571   | Midwest       |
| 45  | Nashville      | Tennessee            | 110,364   | South         |
| 46  | Lowell         | Massachusetts        | 106,294   | Northeast     |
| 47  | Cambridge      | Massachusetts        | 104,839   | Northeast     |
| 48  | Spokane        | Washington           | 104,402   | West          |
| 49  | Bridgeport     | Connecticut          | 102,054   | Northeast     |
| 50  | Albany         | New York             | 100,253   | Northeast     |
| 51  | Hartford       | Connecticut          | 98,915    | Northeast     |
| 52  | Trenton        | New Jersey           | 96,815    | Northeast     |
| 53  | New Bedford    | Massachusetts        | 96,652    | Northeast     |
| 54  | San Antonio    | Texas                | 96,614    | South         |
| 55  | Reading        | Pennsylvania         | 96,071    | Northeast     |
| 56  | Camden         | New Jersey           | 94,538    | Northeast     |
| 57  | Salt Lake City | Utah                 | 92,777    | West          |
| 58  | Dallas         | Texas                | 92,104    | South         |
| 59  | Lynn           | Massachusetts        | 89,336    | Northeast     |
| 60  | Springfield    | Massachusetts        | 88,926    | Northeast     |
| 61  | Wilmington     | Delaware             | 87,411    | South         |
| 62  | Des Moines     | Iowa                 | 86,368    | Midwest       |
| 63  | Lawrence       | Massachusetts        | 85,892    | Northeast     |
| 64  | Tacoma         | Washington           | 83,743    | West          |
| 65  | Kansas City    | Kansas               | 82,331    | Midwest       |
| 66  | Yonkers        | New York             | 79,803    | Northeast     |
| 67  | Youngstown     | Ohio                 | 79,066    | Midwest       |
| 68  | Houston        | Texas                | 78,800    | South         |
| 69  | Duluth         | Minnesota            | 78,466    | Midwest       |
| 70  | St. Joseph     | Missouri             | 77,403    | Midwest       |
| 71  | Somerville     | Massachusetts        | 77,236    | Northeast     |
| 72  | Troy           | New York             | 76,813    | Northeast     |
| 73  | Utica          | New York             | 74,419    | Northeast     |
| 74  | Elizabeth      | New Jersey           | 73,409    | Northeast     |
| 75  | Fort Worth     | Texas                | 73,312    | South         |
| 76  | Waterbury      | Connecticut          | 73,141    | Northeast     |
| 77  | Schenectady    | New York             | 72,826    | Northeast     |
| 78  | Hoboken        | New Jersey           | 70,324    | Northeast     |
| 79  | Manchester     | New Hampshire        | 70,063    | Northeast     |
| 80  | Evansville     | Indiana              | 69,647    | Midwest       |
| 81  | Akron          | Ohio                 | 69,067    | Midwest       |
| 82  | Norfolk        | Virginia             | 67,452    | South         |
| 83  | Wilkes-Barre   | Pennsylvania         | 67,105    | Northeast     |
| 84  | Peoria         | Illinois             | 66,950    | Midwest       |
| 85  | Erie           | Pennsylvania         | 66,525    | Northeast     |
| 86  | Savannah       | Georgia              | 65,064    | South         |
| 87  | Oklahoma City  | Oklahoma             | 64,205    | South         |
| 88  | Harrisburg     | Pennsylvania         | 64,186    | Northeast     |
| 89  | Fort Wayne     | Indiana              | 63,933    | Midwest       |
| 90  | Charleston     | South Carolina       | 58,833    | South         |
| 91  | Portland       | Maine                | 58,571    | Northeast     |
| 92  | East St. Louis | Illinois             | 58,547    | Midwest       |
| 93  | Terre Haute    | Indiana              | 58,157    | Midwest       |
| 94  | Holyoke        | Massachusetts        | 57,730    | Northeast     |
| 95  | Jacksonville   | Florida              | 57,699    | South         |
| 96  | Brockton       | Massachusetts        | 56,878    | Northeast     |
| 97  | Bayonne        | New Jersey           | 55,545    | Northeast     |
| 98  | Johnstown      | Pennsylvania         | 55,482    | Northeast     |
| 99  | Passaic        | New Jersey           | 54,773    | Northeast     |
| 100 | South Bend     | Indiana              | 53,684    | Midwest       |

## Доступність даних

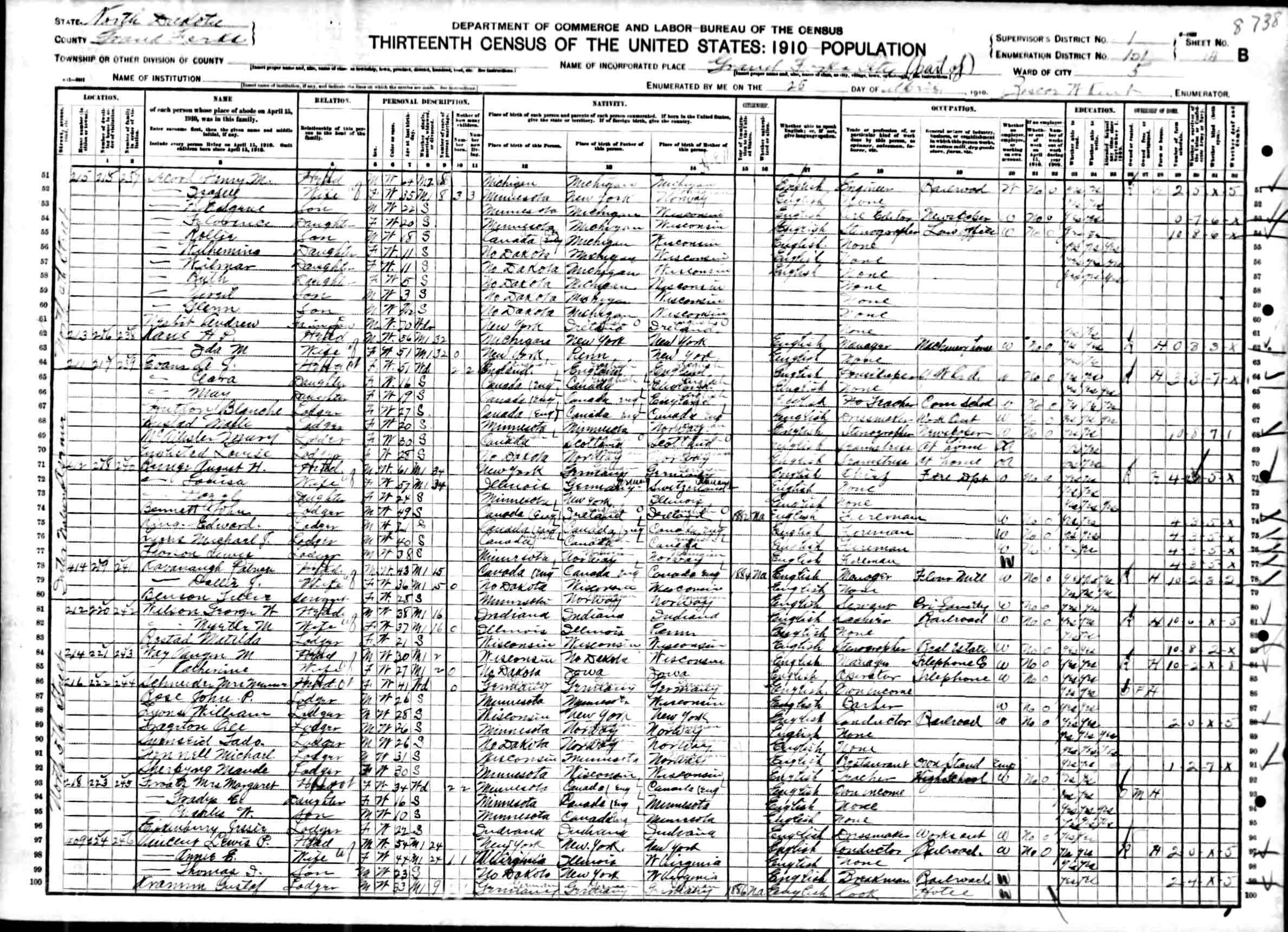
Опросний бланк перепису США 1910 року із даними August H. Runge

Перерахування листи оригіналу перепису були мікрофільміровани Бюро перепису в 1940-х роках; після чого оригінальні листи були знищені. Мікрофільмований перепис доступний в рулонах Національного архіву та адміністрації записів. Кілька організацій також розміщують в Інтернеті зображення мікрофільмування, за якими цифрові індекси.
Мікроданні перепису 1910 р. вільно доступні через серію Мікроданих загального користування. Сукупні дані для невеликих територій, разом з електронними файлами кордонів, можна завантажити з Національної історичної географічної інформаційної системи.